# ミナモ (キャラクター)
ミナモは、岐阜県のマスコットキャラクターである。2012年に開催された、ぎふ清流国体のマスコットキャラクターとして誕生。国体終了後は県のマスコットキャラクターとして活動し、県政運営の基本方針として掲げられる「清流の国ぎふ」づくりのPRを行なっている。また、地元のプロサッカーチーム・FC岐阜の応援マスコットも務めている。

## 誕生
2012年の第67回国民体育大会（以下、国体）が岐阜県で開催されることが、2007年7月18日に内定し、8月4日には愛称を「ぎふ清流国体」とすることが発表された。この開催に向けてマスコットキャラクターを作製する活動が始動し、プロのデザイナーを対象としたコンペが行われた。応募作品92点の中から、岐阜市出身の日比野克彦ら審査員によって選出され、2008年6月13日に岐阜シティ・タワー43前で開催されたイベントで着ぐるみと名前がお披露目となった。また国体と同年に開催された第12回全国障害者スポーツ大会（愛称はぎふ清流大会）のマスコットも務めた。

## キャラクターデザイン・設定
- キラキラ輝く水面に住む、岐阜の地とスポーツが大好きな妖精である[1]。
- 性別は設定されていない[8]。
- 頭のストライプについて、黄色は人々の笑顔と太陽、水色は爽やかで美しい川の流れを表現している[1]。
- ミナモの発音は最初の「ミ」にアクセントがあり、「ミナモ」となる[9][注 1]。

## 国体前・国体中の活動
2008年9月29日より国体PRのため県内全42市町村を巡るキャラバンがスタートし、各市町村の役所や幼稚園・保育園を巡った。2012年9月までに県内の幼稚園や祭り会場など延べ5600回訪問した。

### ミナモ募金
ぎふ清流国体・ぎふ清流大会の開催でのボランティアや県民運動費に充てるための募金運動が目標額を4億円として行われた。募金箱は県内産の杉を使用し、県庁や市町村役場、商業施設などに約1000個設置された。

### グッズ
2010年9月から、清流国体の開催に向けてミナモや同国体に合わせた企画商品が岐阜県内各地で販売された。ミナモグッズは、販売店である「ミナモのおみせ」などで、人形、衣類、文具、菓子など約900種類販売された。岐阜柳ケ瀬商店街の非公式キャラクター「やなな」や岐阜県警のマスコットキャラクター「らぴぃ」のとのコラボグッズの他、岐阜にちなんだ商品としてミナモさるぼぼやミナモの頭と同じ黄色と水色に塗り分けられた岐阜提灯も販売された。また、地元の中学生が開発したストラップなども販売された。

## ミナモダンス・ミナモ体操
ぎふ清流国体・ぎふ清流大会のテーマソング「はばたけ、未来へ」に合わせてダンスや体操をする。ミナモダンスは全身を使ったアクティブな振り付けが多い一方、ミナモ体操は椅子に座っている人もできるストレッチがメインとなっている。
2008年に「ミナモと一緒に歌って踊れる」国体ソングの公募が行われ、2009年7月10日に『はばたけ、未来へ』が正式に決定。その後、8月28日に開催された国体の決定を記念する総決起大会にてダンス・体操が共に披露された。映画「となりのトトロ」の主題歌などで知られる歌手・井上あずみが歌唱、「体操のお兄さん」の愛称で親しまれる佐藤弘道が歌唱に加えてダンスや体操などの振り付けを担当している。

## 国体後の活動
2012年時点では岐阜県の正式なマスコットがいなかったため、ぎふ清流国体・ぎふ清流大会の終了後もミナモの県内認知度92.3％（2012年1～2月時点）という高さを生かし、岐阜県のキャラクターとして活動することが決定した。なお、2012年9日に行われた岐阜県議会の中では、古田肇岐阜県知事が「ミナモの今後」について、「清流の国づくりを進める県のイメージにもマッチしている。末永く親しまれることを願い広く活用したい」と回答している。県政運営の基本方針として掲げられる「清流の国ぎふ」づくりのPRに活用。ミナモダンスやミナモ体操も県の健康増進策の一つとして役立てられることになった。

### ミナモの派遣事業
ミナモが県のマスコットとなったのを機に、岐阜県は観光や県産品販売促進などのイベントにミナモを無料で派遣するようになる。ミナモに同行するために、県から委託されたイベント会社が5人で「チーム清流ミナモ」を結成した。一方、地域での小規模な行事に対しては、ミナモの着ぐるみの無償貸し出しを行っている。ミナモの派遣と着ぐるみ貸し出しの合計は、開始からの3年間で2720件だった。岐阜県内への派遣が中心であるが、東京都や大阪府、名古屋市などにも出張している。
チーム清流ミナモは、ミナモダンスなどでイベントを盛り上げる他に、教育を目的としたキャラクターショーも行う。

### 大会のキャラクター
清流国体・清流大会の後にも、以下のような岐阜県内の大会のマスコットを務めている。

#### 第70回全国レクリエーション大会in岐阜
2016年に県内で初開催の全国レクリエーション大会のマスコットキャラクターとなる。手足を伸ばして楽しさを表現した「レクミナモ」として登場した。PRポスターでは、ビリヤードやグラウンド・ゴルフを行なうイラストが描かれた。

#### 日本スポーツマスターズ2019ぎふ清流大会
2019年9月に開催の日本スポーツマスターズ2019ぎふ清流大会をPRするポスターとチラシに登場した。同大会は35歳以上向けの競技性が重視されたスポーツ大会で、ここでの競技をミナモが行う様子が描かれた。

#### 第33回全国健康福祉祭ぎふ大会（ねんりんピック岐阜2020）
2020年に県内で初の開催予定だった第33回全国健康福祉祭ぎふ大会（通称ねんりんピック岐阜2020）のマスコットキャラクターに選出。この大会では赤いちゃんちゃんこを着た新たな装いで活動することとなった。

### ゆるキャラグランプリ
ゆるキャラグランプリには、2014年（ゆるきゃらグランプリ2014）に初出場。全1699体のゆるキャラのうち、ミナモは総合25位、ご当地部門22位。翌年のゆるキャラグランプリ2015では、全1727体のゆるキャラが参加した中、ミナモは約36万5600票を獲得し、総合で19位、ご当地部門で15位にランクアップした。いずれの年も岐阜県のキャラクターの中では最上位だった。2016年は県内で開催された全国レクリエーション大会のPRを目的とする福祉施設や幼稚園の訪問を優先したために出場を見送り、2017年以降も出場していない。
ゆるキャラグランプリ2015で開催された、子供の安全に寄与したキャラクターを表彰する「ゆるキャラ for チルドレン」では、最終候補5体のうちの1体に選ばれた。

### FC岐阜
FC岐阜は、岐阜市を中心とする岐阜県全県をホームタウンとするプロサッカークラブであり、2008年からJ2リーグに参加していた。
国体開催の前年である2011年に「ぎふ清流国体」の文字とミナモのイラストが入ったユニフォームが着用された。
一方、2013年時点でもFC岐阜にはJリーグで唯一公式マスコットキャラクターが存在しなかったため、2013年4月28日から2014年1月31日までの期限付きでミナモがFC岐阜に移籍加入した。Jリーグ非公認マスコットであり、応援マスコットとして、JR岐阜駅にてFC岐阜のホーム戦への来場を呼び掛けるなどPR活動を行った。2014年1月31日以降も1年契約を更新し続けており、2017年7月22日にFC岐阜のJリーグ加盟10周年を記念する公式マスコットキャラクターとして「ギッフィー」が誕生したが、現在でも応援マスコットを務めている。
Jリーグマスコット総選挙に2014年から4年連続で出場し、2014年は全37体中26位、2015年は全40体中40位、2016年は全39体中30位、2017年は49体中45位であった。ギッフィーが誕生した後の2018年からは、ギッフィーがミナモに代わって出場している。

### 広報、SNSなど

#### ミナモTV
2014年7月1日、ミナモの活動を通じて「清流の国ぎふ」の魅力をPRしたいという狙いから、ミナモの公式サイト「ミナモTV」を開設した。サイトでは、ミナモが参加したイベントの写真を並べたフォトギャラリーや、ミナモダンスやミナモ体操などミナモが出演する動画を掲載している。また、県内42市町村の観光地を訪れ、その魅力を紹介する動画である「GIFUKEN QUEST（ギフケンクエスト）」も公開されている。

#### ミナモチャンネル
動画投稿サイト・YouTubeの公式チャンネルとして「ミナモチャンネル」を開設しており、岐阜の観光地の紹介や、ゲーム、工作、料理紹介などを行っている。また、新型コロナウイルス感染症が流行する中、ミナモとチーム清流ミナモは2020年4月から手洗いの仕方や布マスクの作り方などを紹介した。

#### SNS
Twitter、Instagram、Facebookにも公式サイトを開設している。

#### 岐阜県政ほっとライン
2018年11月1日から放送されている、ミナモとリポーターが県内各地を訪れ、県政のホットな情報やホッとする話題をわかりやすく伝えるテレビ番組。ぎふチャンで、毎週木曜日の18:53から18:57まで放送されている。

#### LINEスタンプ
2015年12月にミナモのLINEスタンプを発売した。40種類のスタンプがあり、そのうち10種類がFC岐阜の応援に繋がるようにと、コラボしたものになっている。
また、ご当地キャラクターとコラボしたものとして、2014年9月に岐阜県可児郡御嵩町の公式キャラクター「ミーモくん」と、2017年5月に岐阜県本巣市のマスコットキャラクター「もとまる」とコラボしたLINEスタンプが発売された。

#### ミナモカメラ
ぎふ清流国体・清流大会を記念して2011年12月に岐阜県がスマートフォン用アプリ「ミナモカメラ」をリリースし、2014年2月25日には「ミナモカメラ2」の配信を始めた。ミナモカメラ2では約140体のミナモといつでもどこでも写真が撮れる。また、撮影した写真をTwitterやFacebookに投稿できる。

## その他

### 大垣ミナモソフトボールクラブ
国体への出場に向けて2010年2月に結成されたソフトボールチームが大垣ミナモソフトボールクラブと名付けられ、ロゴマークにはミナモが使用されている。2020年の2部リーグで優勝し、2021年からは1部リーグで戦う。